# Мумтаз-Махал
Мумтаз-Махал, в девичестве Арджуманад Бану Бегам, (27 апреля 1593, Агра — 17 июня 1631, Бурханпур) — жена Шах-Джахана, правителя империи Великих Моголов. Дочь Наваб Бахадура, персидского происхождения.

## Биография

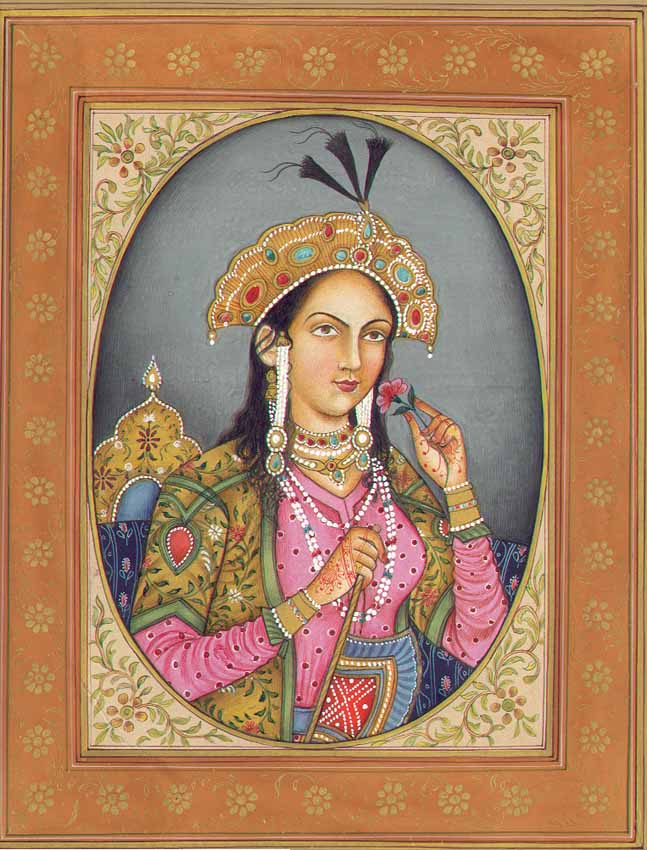
Изображение Мумтаз-Махал

Она была дочерью визиря Абдул Хасана Асаф-хана, известного сановника падишаха Джахангира. Имя Мумтаз-Махал своей невестке дал отец Шах-Джахана Джахангир во время свадебной церемонии. Оно означает «украшение дворца».
Её отец Абдул Хасан Асаф Хан был братом императрицы Нур-Джахан, жены Джахангира. Арджуманад выдали замуж 10 мая 1612 года в возрасте 19 лет. Жениху было 20 лет. Она стала второй женой Шах-Джахана, родила ему 13 детей. При родах 14-го ребёнка она скончалась в шатре Шах-Джахана в лагере, разбитом под Бурханпуром.

## Память
Опечаленный её гибелью, Шах-Джахан повелел построить в столице своей империи мавзолей. Он был построен через 22 года и получил название Тадж-Махал. Там упокоился прах Мумтаз-Махал, а вскоре и Шах-Джахана. Сейчас данный символ великой любви и образец архитектурного совершенства является одной из главнейших достопримечательностей Индии.

## Дети Мумтаз-Махал
1. Хуралнисса Бегам (1613—1616)
2. Джаханара Бегам (1614—1681)
3. Падшахзаде Дара Шикох (1615—1659)
4. Шахзаде Мухаммад Султан Шах Шуджа Бахадур (1616—1660)
5. Рошанара Бегам (1617—1671)
6. Падишах Мухйи уд-Дин Мухаммад Аурангзеб (1618—1707)
7. Шахзаде Султан Умид Бахш (1619—1622)
8. Сурайя Бану Бегам (1621—1628)
9. Шахзаде Сын (1622)
10. Шахзаде Султан Мурад Бахш (1624—1661)
11. Шахзаде Султан Луфталла (1626—1628)
12. Шахзаде Султан Даулат Афза (1628—1629)
13. Хуснара Бегам (1630)
14. Гаухара Бегам (1631—1707)